# Rhizedra strigata
Rhizedra strigata là một loài bướm đêm trong họ Noctuidae.